# Teekenschool (Amsterdam)

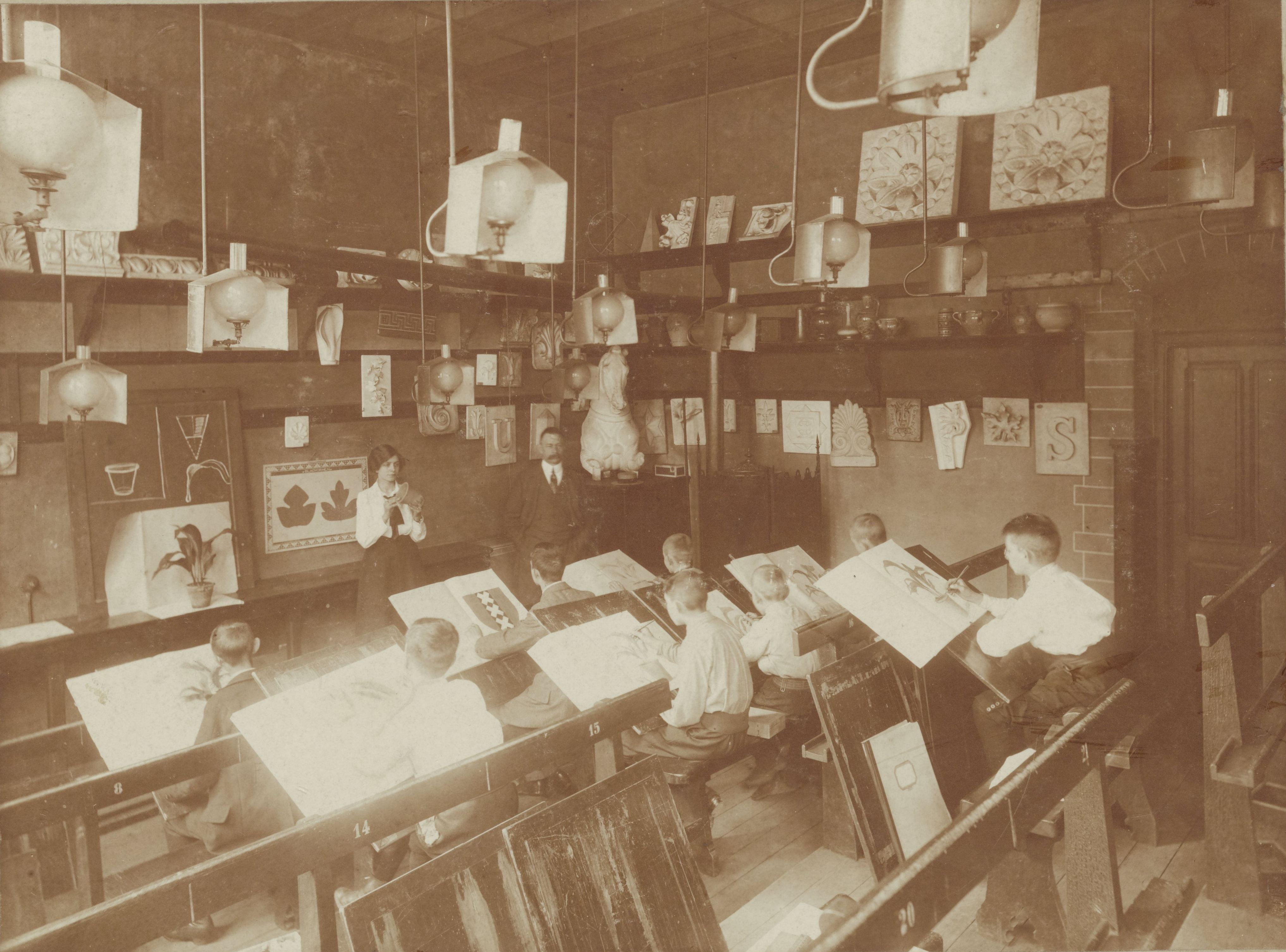
Oefenen met lesgeven in de Teekenschool (1880 - 1930)

De Teekenschool is een voormalig schoolgebouw in de tuin van het Rijksmuseum in Amsterdam.
Het schoolgebouw werd in 1892 geopend. Het werd gebouwd door Pierre Cuypers om toekomstige tekenleraren van de Rijksnormaalschool voor Teekenonderwijzers praktijkervaring te laten opdoen met het geven van tekenles. Boven de ingang van de Oefenschool staat het credo van Victor de Stuers: "Teekenen is spreken en schrijven tegelijk". In 1924 werd de school gereorganiseerd tot Rijksinstituut tot Opleiding van Teekenleeraren, het gebouw werd uitgebreid en de hele opleiding verhuisde van de zolder van het Rijksmuseum naar het schoolgebouw.
Het gebouw verloor zijn onderwijsfunctie in 1966 toen het kunstonderwijs vertrok naar de Rietveldacademie. Na de verbouwing van het Rijksmuseum heeft het weer een educatieve bestemming gekregen en worden er voor kinderen en volwassenen workshops gehouden. Verder is er het kantoor van het Koninklijk Oudheidkundig Genootschap gevestigd.
Ook in Roermond werd een onderwijsinstelling opgericht door Pierre en Jos Cuypers, de latere R.K. Scholengemeenschap Dr. Cuypers.

## Kapel van Warmenhuizen

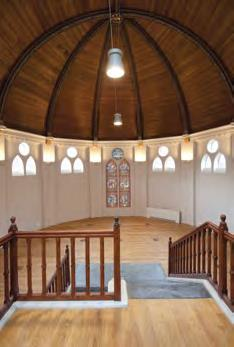
Interieur van de kooruitbouw na de verbouwing 2003-2013

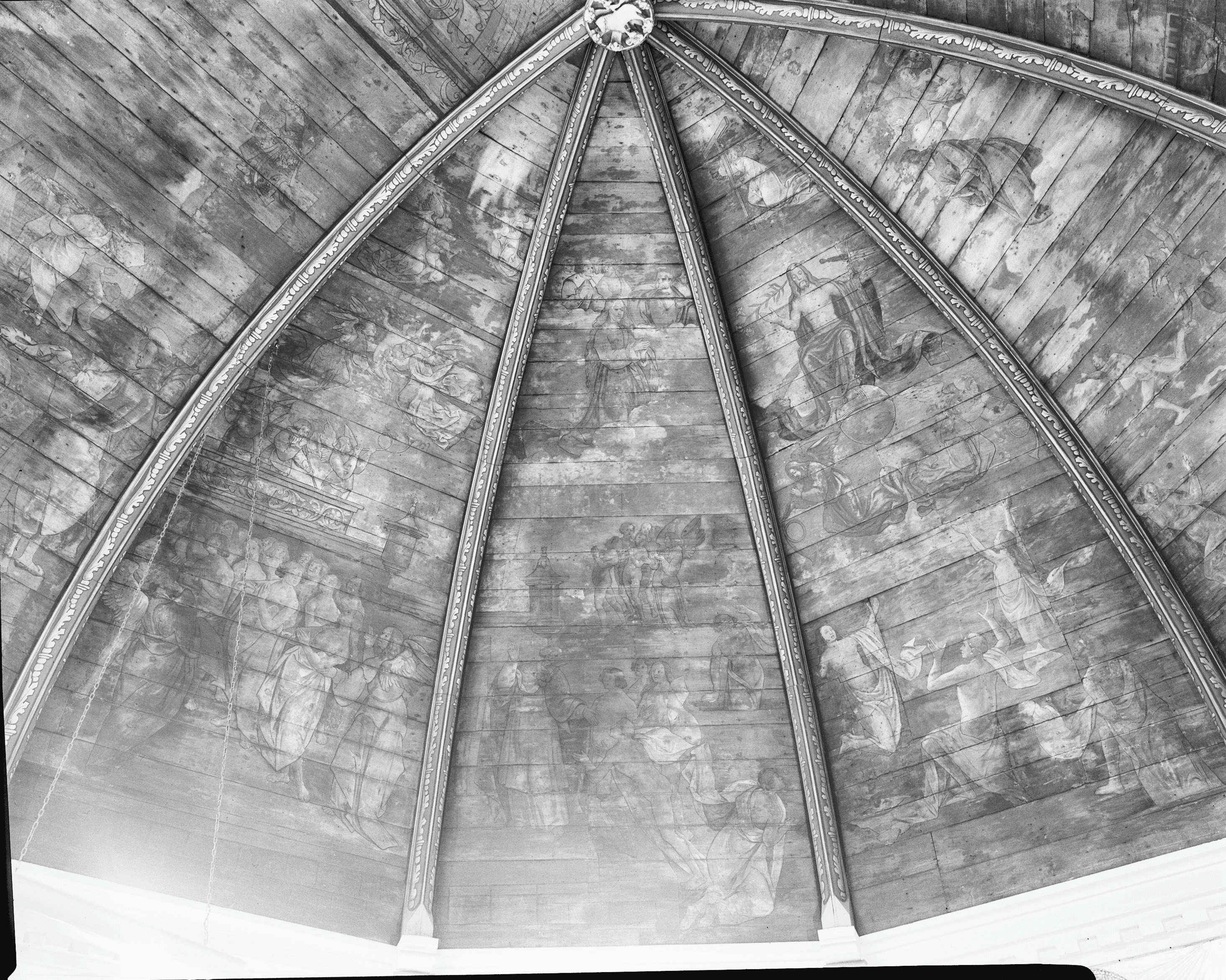
Gewelfschildering in de Teekenschool uit de kerk van Warmenhuizen in 1963, vlak voor de terugplaatsing een jaar later

Aan de zuidzijde aan de Hobbemakade heeft het gebouw een kooruitbouw. Binnenin de kooruitbouw waren plafondschilderingen aangebracht afkomstig uit de Oude Ursulakerk in Warmenhuizen. Tijdens de overplaatsing in 1890 leidde dit tot een landelijke discussie over de monumentenstrategie van overplaatsing en de juiste restauratiewijze. De schilderingen zijn in 1964 weer teruggeplaatst in deze kerk.

## Stelling van Amsterdam
Op last van het Ministerie van Oorlog werden in de kelders waterbassins gebouwd als noodwateropslag bij een belegering van de Stelling van Amsterdam. Hiervoor werden in de tuin ook vijvers aangelegd. Deze zijn verdwenen.
Hoofdgebouw (Voorhal · Eregalerij · Nachtwachtzaal · Cuypersbibliotheek) ·
Philipsvleugel (Fragmentengebouw · Druckeruitbouw) ·
Teekenschool ·
tuin